# Comitatul Hillsdale, Michigan
Comitatul Hillsdale, conform originalului din engleză Hillsdale County este unul din cele 72 de comitate din statul Michigan, Statele Unite ale Americii.
Fondat în 1855, comitatul este situat în sudul statului, pe peninsula inferioară (engleză Lower Peninsula), la limita cu statele Ohio și Indiana. Sediul comitatului este localitatea omonimă, Hillsdale, GR6.
Conform datelor furnizate de United States Census Bureau în urma recensământului din anul 2000, populația fusese 46.688 de locuitori. Clădirea Curții de Justiție a comitatului - The Hillsdale County Courthouse - a fost construită în stil neo-clasic de către Claire Allen, un proeminent arhitect din zona sudică a sudului statului Michigan. Claire Allen a construit, de asemenea, și Curtea de Justiție a comitatului Gratiot.

## Geografie
Conform datelor furnizate de United States Census Bureau după publicarea datelor Census 2000, comitatea are o arie de totală de 1.571,82 km2 (ori 607.14 sqmi), dintre care 1.550,34 km2 (ori 598.84 sqmi, adică 98.63%) este uscat și restul de 21,48 km2 (ori 8.30 sqmi, adică 1.37%) este apă.
Hillsdale este singurul comitat din Michigan care bordează două alte state, Ohio și Indiana. În comitat există două cursuri majore de apă, ambele numite Saint Joseph, atât Saint Joseph River (Lake Michigan) cât și Saint Joseph River (Maumee River).

### Comitate adiacente
- Comitatul Jackson -- (nord-est)
- Comitatul Calhoun -- (nord-vest)
- Comitatul Lenawee -- (est)
- Comitatul Branch -- (vest)

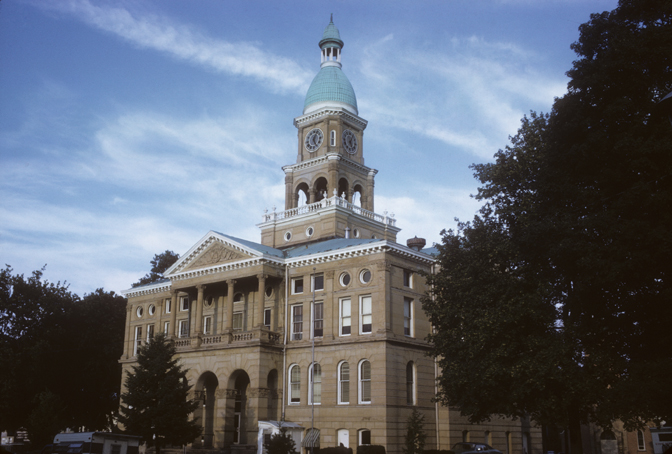
Hillsdale County Courthouse

- Comitatul Fulton, statul  Ohio -- (sud-est)
- Comitatul Williams, statul Ohio -- (sud)
- Comitatul Steuben, statul  Indiana -- (sud-vest)

## Transporturi

### US Highways
- US 12
- US 127

### Michigan State Trunklines
- M-34
- M-49
- M-99

## Orașe (cities), sate (villages) și districte/cantoane (townships)
| Orașe (Cities) - Hillsdale - Litchfield - Reading Sate (Villages) - Allen - Camden - Jonesville - Montgomery - North Adams - Waldron | Localități neîncorporate (Unincorporated communities) - Amboy Center - Austin - Bankers - Betzer - Buckeye - Cambria - Church's Corners - Fields Corners - Fowlers Mill | - Frontier - Jerome - Lickley Corners - Locust Corners - Moscow - Mosherville - Osseo - Pittsford - Ransom - Somerset - Somerset Center - Squawfield Corners |

Cantoane/Districte (Townships)
| - Adams Township - Allen Township - Amboy Township - Cambria Township - Camden Township - Fayette Township | - Hillsdale Township - Jefferson Township - Litchfield Township - Moscow Township - Pittsford Township - Ransom Township | - Reading Township - Scipio Township - Somerset Township - Wheatland Township - Woodbridge Township - Wright Township |

## Demografie
|  | Graficele sunt indisponibile din cauza unor probleme tehnice. Mai multe informații se găsesc la Phabricator și la wiki-ul MediaWiki. |

Date: Wikidata - grafică realizată de Wikipedia